# Qualsevol nit pot sortir el sol (disc)
Qualsevol nit pot sortir el sol és el segon àlbum d'estudi en solitari del cantautor i músic català Jaume Sisa, publicat el 1975.
Va representar el primer i el més gran èxit de Sisa en tota la seva carrera, i el que li va permetre professionalitzar-se.
La cançó que li dona nom ha esdevingut amb els anys una de les cançons més populars en l'àmbit català.
El disc va ser editat per primer cop l'any 1975 en suport LP i casset pel segell Zeleste/EDIGSA. Més endavant, la discogràfica PDI en va fer dues reedicions, el 1984 i el 1991, aquesta última també en format CD. Finalment, el 2006, la discogràfica K Industria, va publicar-ne una reedició remasteritzada.
Produït per Rafael Moll i amb Ricard Casals com a tècnic de so, el disc va comptar amb els arranjaments musicals de Jordi Vilaprinyó. D'entre els músics d'estudi que hi van participar, a part del mateix Vilarpinyó al piano, cal destacar músics com la cantant i flautista Dolors Palau i el violinista Xavier Riba (que després acompanyarien Sisa al llarg de la seva carrera), Jordi Batiste, Manuel Joseph*, Ricard Gili, Toni Xuclà i el mateix Rafael Moll.
L'escriptor Manuel Vázquez Montalbán va dir que el disc “va ser creat en estat de gràcia i és un referent obligat en l'educació de la nostra sentimentalitat”.
Durant els anys 2005 i 2006, Sisa s'autohomenatja amb una gira de concerts en solitari per commemorar els 30 anys de la publicació del disc, en què ell mateix interpreta en solitari i íntegrament, acompanyant-se només de la guitarra, els temes de l'àlbum en l'ordre original. Aprofitant aquesta efemèride, es reedita el clàssic amb un llibret de 30 pàgines.
El 2016 la revista Enderrock en va publicar un disc d'homenatge amb totes les cançons versionades per artistes com Gemma Humet, Xarim Aresté, Rusó Sala & Ian Sala, La Soul Machine, Germà Aire, Roba Estesa i Love of Lesbian.

## Llista de cançons
Totes les cançons foren escrites i compostes per Jaume Sisa.
| Núm.          | Títol                           | Durada |
| ------------- | ------------------------------- | ------ |
| 1.            | El Fill del Mestre              | 5:27   |
| 2.            | El Setè Cel                     | 3:20   |
| 3.            | Germà Aire                      | 6:13   |
| 4.            | Maniquí                         | 5:05   |
| 5.            | Cançó De La Font Del Gat        | 3:44   |
| 6.            | Maria Lluna                     | 6:23   |
| 7.            | Senyor Botiguer                 | 4:12   |
| 8.            | Qualsevol Nit Pot Sortir El Sol | 6:43   |
| Durada total: | Durada total:                   | 40:87  |